# Mate green
Mate green – brazylijska, zielona, nieprzetworzona yerba mate. Składa się w 95% z zielonych listków górnej partii krzewów Ilex paraguariensis i 5% drobnych łodyżek i jest suszona wyłącznie suchym powietrzem bez użycia dymu. Jest prawie pozbawiona pyłu. W smaku jest o wiele bardziej łagodna w porównaniu z klasycznymi gatunkami argentyńskimi i paragwajskimi. W zależności od pory zbioru susz mate green ma zmienny kolor - pozyskiwany ze zbiorów podczas pory deszczowej ma intensywny kolor, a pozyskiwany ze zbiorów podczas pory suchej bardziej wyblakły. 
Podczas badań świeżych liści ostrokrzewu paragwajskiego przeprowadzonych w 2007 roku przez profesor Elwirę de Mejia z Uniwersytetu Illinois wykazano, że wyciągi z zielonej yerba mate chronią DNA przed oksydacją (utlenianiem) i wywołaną in vitro lipoperoksydacją (proces utleniania lipidów) cząsteczek cholesterolu LDL oraz mają silne zdolności antyoksydacyjne (przeciwutleniające). Właściwości przeciwutleniające ostrokrzew paragwajski zawdzięcza zawartości kwasu chlorogenowego i pochodnych. Wedle pracy profesor Elwiry de Mejia zawartość kofeiny w suchej masie waha się od 1% do 2%, teobrominy od 0,3% do 0,9% i śladowe ilości teofiliny.

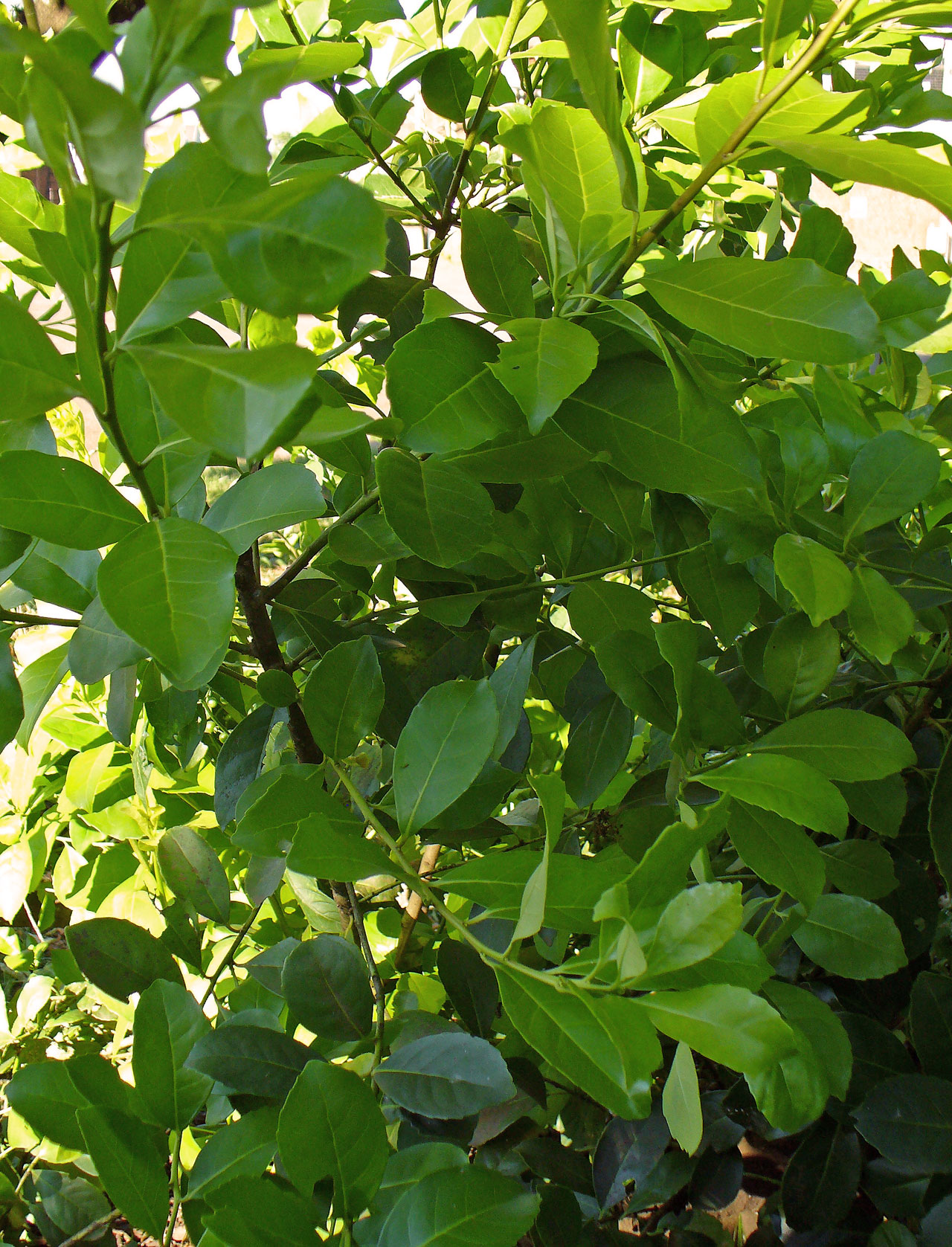
Krzew ostrokrzewu paragwajskiego na brazylijskiej plantacji Laranjeiras
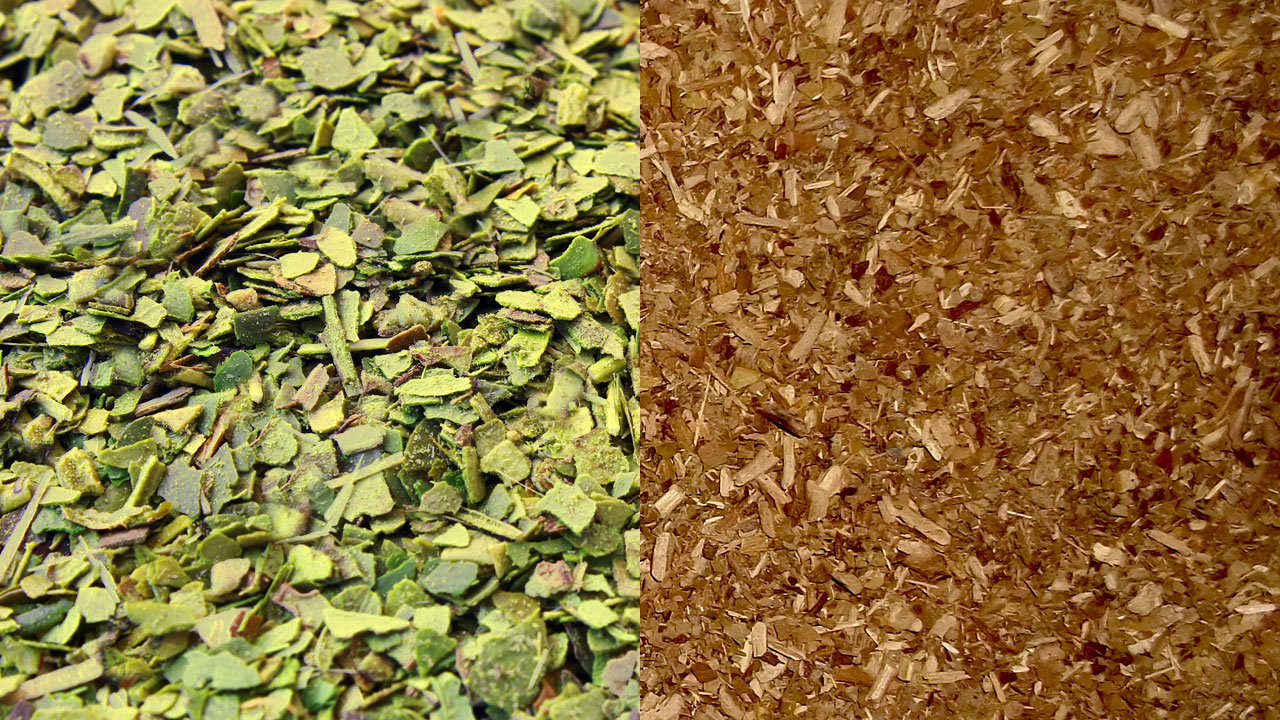
Po lewej - susz mate green, po prawej - klasyczna, prażona i wędzona dymem yerba mate
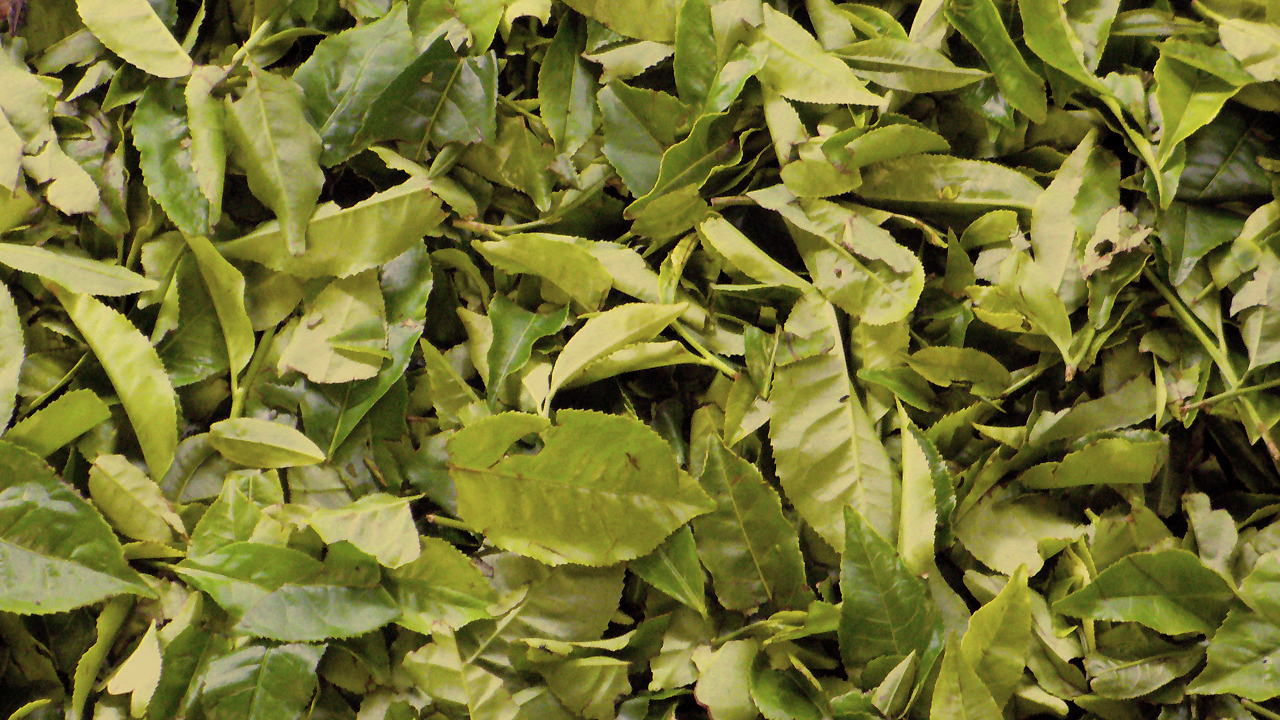
Podsuszone gorącym powietrzem liście ostrokrzewu paragwajskiego
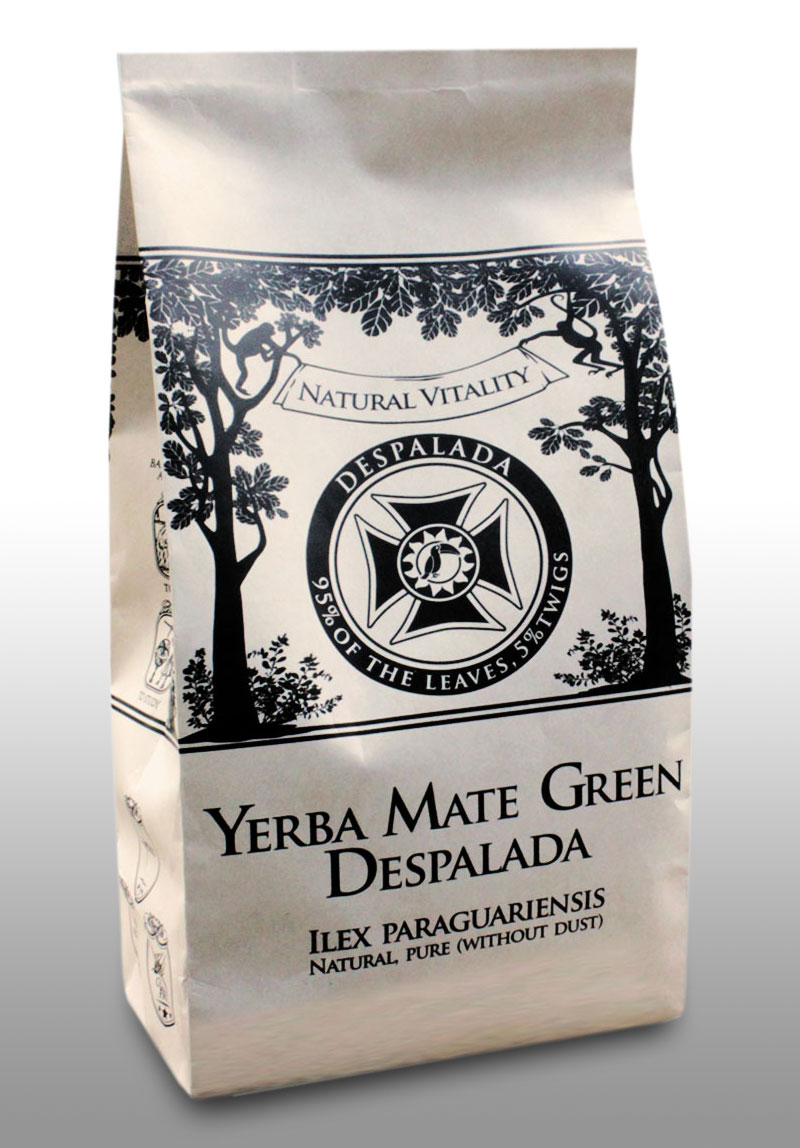
Torba zawierająca mate green sprowadzaną i rozsypywaną przez polskiego importera